# Natrix longivertebrata
Natrix longivertebrata — викопний вид вужів (Natrix), що існував у міоцені та пліоцені в Європі.

## Скам'янілості
Голотип знайдений у кар'єрі у селі Рембеліце-Крулевські на півдні Польщі. Згодом рештки цього виду знайдено в Угорщині, Австрії, Франції та Україні (село Черевичне Одеської області).